# 455207 Kellyyoder
455207 Kellyyoder este o planetă minoră (asteroid) din centura de asteroizi. A fost descoperită pe 21 martie 2001 la Observatorul Național Kitt Peak de . 
Obiectul prezintă o orbită caracterizată de o semiaxă mare de 2,9867696933483 UAi, o excentricitate de 0,04480595544842, o înclinație de 10,173148447916 ° în raport cu ecliptica.